# Kujonen
Kujonen er en amerikansk stumfilm fra 1918 af Charles Swickard.

## Medvirkende
- Bert Lytell som Bob Durland
- Eileen Percy som Alice Randolph
- Winter Hall som Morgan Randolph
- Helen Dunbar som Mrs. Randolph
- Gordon Griffith som Jack Randollph